# Abbaye de Silly-en-Gouffern
L’abbaye de Silly-en-Gouffern, ou abbaye Notre-Dame de Silly, est une ancienne abbaye fondée par des prémontrés avant 1151, en Normandie.

## Histoire
Située entre les deux parties actuelles de la forêt de Gouffern, l'abbaye de Silly-en-Gouffern fut fondée avant 1151, par un gentilhomme angevin au service de l'impératrice Mathilde, le chevalier Drogon,,,, « qui s'y fit chanoine et y mourut ».
L'abbaye de Silly est mentionnée dans de nombreuses chartes des XIIe et XIIIe siècles, dans lesquelles elle est appelée abbaye de Sainte-Marie de Gouffer (ou Gouffern),,,. Elle fut très richement dotée dès l'origine, par l'impératice Mathilde, puis par son fils Henri II et son petit-fils Richard Cœur de Lion, ducs de Normandie et rois d'Angleterre, et ensuite par Philippe le Bel, roi de France,.
En 1187, une colonie de chanoines de l'abbaye de Silly allèrent fonder l'abbaye de l'Isle-Dieu près de Rouen,.
L'abbaye de Silly dépendait de l'évêché de Séez, et c'est d'ailleurs là que se fit enterrer, en 1228, l'évêque de Séez Gervais Ier de Chichester, également abbé-général des Prémontrés,,.
Au cours de la guerre de Cent Ans, l'abbaye fut détruite par les Anglais. Elle fut reconstruite à partir de 1386.
En 1630, les religieux embrassèrent la réforme de l'ordre des Prémontrés, dite aussi « Réforme de Lorraine » ou de « l'antique rigueur », consistant à ramener les Prémontrés à l'observance (de la règle) primitive du XIIe siècle, équivalent chez les Prémontrés du mouvement de « l'Étroite observance » dans l'Ordre cistercien,.
En 1759, M. Drouet indique à l'article « Silly » de sa version du Grand dictionnaire historique, réédition augmentée de l'ouvrage de Louis Moréri (1643-1680) dans lequel cet article n'existait pas : « Les religieux, qui y sont toujours au nombre de douze à quatorze, se proposent de renouveler entièrement leurs bâtiments, en très mauvais état, et ils ont déjà commencé. »
L'abbaye fut en grande partie détruite à la Révolution. L'église abbatiale Notre-Dame, avec nef servant d'église paroissiale Saint-Laurent, avait été décrite en 1701 : construite en carreau de Fel, avec chœur vouté, longue de 135 pieds, large de 53, avec clocher à 4 cloches. Elle fut détruite à la Révolution et reconstruite sur un plan réduit après 1806. Les bâtiments conventuels furent détruits. Il reste toutefois un logis abbatial remanié portant la date 1731.
Plusieurs évêques de Séez, et plusieurs princes de sang furent enterrés à l'abbaye de Silly,,.

## Abbés de Silly
Au cours des siècles, on sait qu'au moins 45 abbés se sont succédé à l'abbaye de Silly.
On compte parmi eux, successivement :
Abbés réguliers
- Alain (vers 1150), premier abbé qui sortait du chef de l'ordre des Prémontrés.
- Raoul
- Guillaume (1203)
- Geoffroy
- Michel
- Philippe (1250)
- Richard Fournier (1309)
- Richard de Pelvel, visiteur de la province de Normandie (en 1320).
- Réginald (1354)
- Nicolas de Pommainville (-1365)
- Mathieu (1365-)
- Jean Ier (en 1386), qui commença la reconstruction de l'abbaye.
- Nicolas Nicolet (-1400)
- Jean III Le Cordier (1420-1425), originaire d'Exmes.
- Guillaume Le Cordier (1425-1444), qui fut nommé abbé à Saint-Martin-de-Séez.
- Jean IV Le Cordier de Magny, frère du précédent, qui passa ensuite à l'abbaye de Saint-Pierre-sur-Dives.
- Maurice de Magny (1454-1499)
- Jean Le Fort (1499-1518)
- Guillaume VI Paris (1518-1545), dernier abbé du monastère composé de chanoines réguliers, décédé en 1545.

Abbés commendataires
- Louis de Bailleul (1546-1583), doyen de Lisieux et abbé de Lonlay, qui assiste en 1576 à l'échiquier d'Alençon. Il est inhumé dans l’abbatiale, sous la lampe du chœur. (33e abbé)
- Nicolas Le Forestier (1583-1584), dominicain du couvent d’Evreux, confesseur du duc d'Alençon. (34e abbé)
- Thomas Loisel (1586-1598), chanoine de Carrouges. (35e)
- Jacques le Veneur comte de Carrouges baron de Beaumais baron de Béçon  (1604-1613)
- Jean le Veneur (1614-1625), fils de Jacques le Veneur, comte de Tillières, qui était aussi abbé de Fontaine-Daniel, et qui réforma Silly en 1614[N 5]. (36e)
- Jacques le Veneur (1625-1637), frère du précédent, qui fut nommé abbé commendataire de Silly, et se retira en 1637 au profit de son neveu. Il était aussi abbé des abbayes de Fontaine-Daniel, de Fontaine-le-Comte et de Ferrières, conseiller et aumônier du roi, comte de Carrouges et baron de Beaumais et de Bécon[18]. (37e)
- François le Veneur (1637-1667), fils de Tanneguy II, comte de Tillières, également abbé commendataire de Fontaine-Daniel et de Fontaine-le-comte, mort en 1667. (38e)
- Henry Du Mont (1667-1684), maître de la musique de la Chapelle royale. (39e)
- Bertrand de Bortaris de Tournefort (1685-1727), chanoine de Saint-Quentin-en-Vermandois et vicaire général de Paris. (40e)
- Dominique-Barnabé Turgot, évêque de Séez, en 1727, décédé la même année. (41e)
- Louis-François Néel de Christot (1728-1775), date à laquelle il était conseiller-clerc au parlement de Normandie et vicaire-général de Rouen[19]. Il devient ensuite évêque de Séez. (42e)
- Jean-Baptiste Du Plessis d’Argentré (1776-1783), évêque de Séez.
- Jacques-François Hennebert (1783-1790), chapelain ordinaire de Madame[20].

## L'abbaye aujourd'hui
Les vestiges de l'abbaye figurent à l'inventaire général du patrimoine culturel français. Ils sont constitués d'une église (reconstruite en 1806 sur un plan réduit), d'une grange, d'un logement abbatial remanié portant la date 1731, d'une croix monumentale du XVIIIe siècle de 6,45 m de haut, d'une fontaine datant de l'antiquité, restaurée en 1897, et d'une cour.
Divers objets figurent aussi à cet inventaire, dont :
- un ensemble classé monument historique[23] constitué du retable de l'abbatiale de Silly-en-Gouffern exécuté par Jacques Restout de 1684 à 1686 et remonté dans l'église paroissiale lors de sa reconstruction au tout début du XIXe siècle, d'un autel et d'un tabernacle, ces deux derniers étant du premier quart du XIXe siècle.
- 4 vitraux fin XIXe siècle, du peintre-verrier Henri Dumont, inscrits monuments historiques[24].

L'église sert toujours aujourd'hui en tant qu'église paroissiale de Silly-en-Gouffern.

## Autre abbaye de Gouffern
L'abbaye de Silly, ou abbaye de Silly-en-Gouffern, ne doit pas être confondue, ainsi qu'elle l'est parfois, avec l'abbaye de Saint-André-en-Gouffern, parfois appelée « abbaye de Saint-André-de-Gouffern », qui se situe sur la commune de La Hoguette, dans le Calvados près de Falaise, jusqu'où s'étendait jadis la forêt de Gouffern. L'abbaye de Saint-André-en-Gouffern fut fondée en 1130 ou 1143 par Guillaume de Ponthieu, qui s'y fit enterrer.